# Андрю Нг
Андрю Ян-Так Нг (/ŋ̍/, на английски: Andrew Ng, на китайски: 吳恩達) е американски информатик и предприемач в сферата на технологиите, фокусиран върху машинното обучение и изкуствения интелект. Нг е съосновател и ръководител на Google Brain и бивш главен учен в Baidu, изграждайки групата за изкуствен интелект на компанията до екип от няколко хиляди души.

## Биография
Андрю Нг е роден през 1976 г. в Лондон, Обединеното кралство.
Нг е доцент в Станфордския университет (бивш доцент и директор на Лабораторията за изкуствен интелект на Станфорд, SAIL). Също пионер в онлайн образованието, Нг е съосновател на Coursera и deeplearning.ai. Той успешно ръководи много предприятия за „демократизиране на дълбокото обучение“ и преподаването на над 2,5 милиона студенти чрез неговите курсове онлайн. Той е един от най-известните и влиятелни информатици (компютърни учени) в света и обявен от списание „Time“ за един от 100-те най-влиятелни хора през 2012 г., и от „Fast Company“ за един от „най-креативните хора на 2014“.
През 2018 г. той стартира и в момента оглавява „AI Fund“, първоначално инвестиционен фонд от 175 милиона долара за подкрепа на стартиращи компании с изкуствен интелект. Той основава платформата „Landing AI“, която предоставя софтуерни услуги, задвижвани от изкуствен интелект, и която да даде възможност на занимаващите се с изкуствен интелект предприятия да се превърнат във водещи компании.